# Kanojo no "Modern..."
«Kanojo no "Modern...» es el 3º sencillo de la banda japonesa GLAY. Salió a la venta el 16 de noviembre de 1994.

## Canciones
1. Kanojo no "Modern..."
2. INNOCENCE
3. Kanojo no "Modern..." (Instrumental)